# Trizone

Die Besatzungszonen in Deutschland 1945
(die deutschen Ostgebiete wurden der Verwaltung Polens und der UdSSR unterstellt)

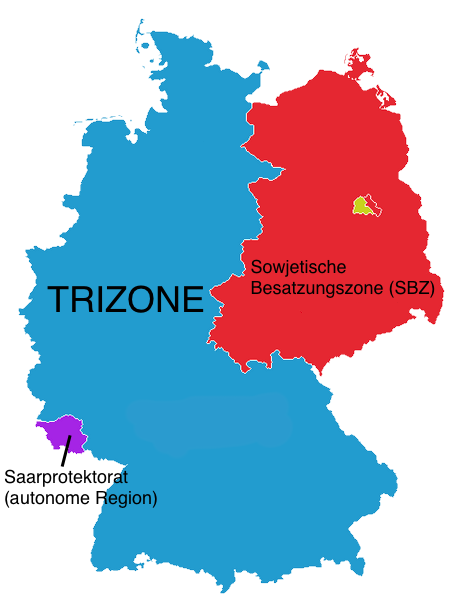
Trizone (blau)

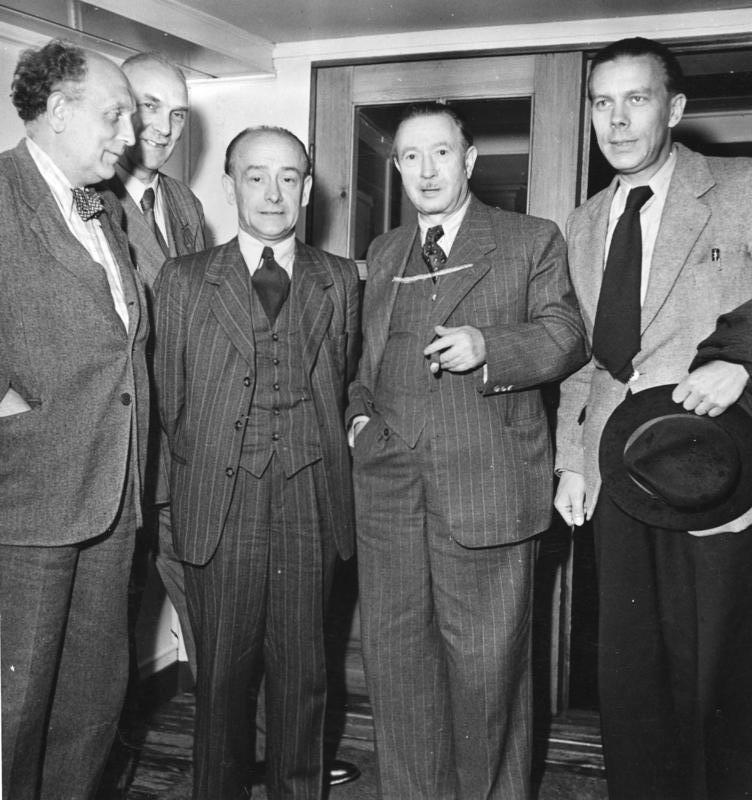
Treffen für den Aufbau zuständiger Politiker in Hamburg 1949 (v. l. n. r.): Oberbaudirektor Meier-Ottens (Hamburg), Minister Wittstock (Niedersachsen), Minister Heinrich Zinnkann (Hessen), Minister Fritz Steinhoff (Nordrhein-Westfalen) und Stadtrat Walter Nicklitz (West-Berlin)

Die sogenannte Trizone (auch Westzone, scherzhaft „Trizonesien“) ist ein Zusammenschluss der drei nach dem Zweiten Weltkrieg entstandenen westlichen Besatzungszonen. Bereits 1946 einigten sich die USA und Großbritannien darauf, im Alleingang die amerikanische und die britische Besatzungszone zum 1. Januar 1947 zur Bizone (offiziell: Vereinigtes Wirtschaftsgebiet) zu vereinigen, nachdem Frankreich und die Sowjetunion eine wirtschaftliche Vereinigung aller Besatzungszonen ablehnten. Da eine Verständigung mit der Sowjetunion über ein gemeinsames Vorgehen in der Deutschlandpolitik zunehmend unmöglich schien, gab Frankreich seine Abgrenzungspolitik zugunsten einer gemeinsamen Politik der Westalliierten auf. Anfang März 1948 einigten sich die drei Westalliierten auf der Londoner Sechs-Mächte-Konferenz darauf, die französische Besatzungszone mit der Bizone zusammenzuschließen. Das Saarland wurde jedoch nicht miteinbezogen. Der formelle Zusammenschluss erfolgte erst ein Jahr später durch Unterzeichnung des Abkommens über eine Drei-Mächte-Kontrolle in Deutschland am 8. April 1949. Damit wurde das Fundament für den zukünftigen deutschen Weststaat gelegt.

## Geschichte
1946/47 hatten die amerikanische und die britische Militärregierung den Wirtschaftsrat der sogenannten Bizone geschaffen, eine gemeinsame demokratische Verwaltungsstruktur für ihre zum Vereinigten Wirtschaftsgebiet zusammengeschlossenen zwei Zonen. Dieser Maßnahme schloss sich Frankreich mit seiner Besatzungszone im Südwesten Deutschlands im April 1948 nur zögernd an. Anlass für die Vereinigung der französischen Zone mit der Bizone war die Notwendigkeit, ein einheitliches Wirtschaftsgebiet zu schaffen, um den Marshallplan nutzen zu können. Die drei westlichen Besatzungszonen konnten auf diese Weise am 16. April 1948 zeitgleich in die OEEC (Organisation for European Economic Co-operation), die den Marshallplan in Europa durchführen sollte, aufgenommen werden, wobei allerdings förmlich die Bizone einerseits (vertreten durch General Robertson) und die Französische Besatzungszone andererseits (vertreten durch General Kœnig) als zwei verschiedene Gebietseinheiten beitraten.
Im Vereinigten Wirtschaftsgebiet führten die drei westlichen Besatzungsmächte am 20./21. Juni 1948 als ersten wichtigen Schritt eine Währungsreform durch; die neuen Münzen erhielten die Aufprägung Bank deutscher Länder. Drei Tage später befahlen die sowjetischen Besatzungsbehörden die Durchführung einer eigenen Währungsreform in der sowjetischen Zone und blockierten die Zufahrten nach Berlin. Die Berlin-Blockade begann.
Eine Trizone im staatsrechtlichen Sinne entstand dadurch nicht. Der Ausdruck kennzeichnet die Situation zwischen dem 6. März 1948 und 7. September 1949 (Konstituierung von Bundestag und Bundesrat), als Frankreich seine Abgrenzungspolitik gegenüber der amerikanischen und britischen Zone mit Unterzeichnung des Abkommens über eine Drei-Mächte-Kontrolle in Deutschland am 8. April 1949 (auf der Grundlage der Beschlüsse der Washingtoner Außenminister-Konferenz vom 5. bis 8. April 1949) aufgab und die Bizone zur Trizone erweitert wurde, womit de facto die Institutionen der Trizone zu Vorläufergebilden der Bundesrepublik Deutschland wurden. Von unmittelbarer Bedeutung für die Bevölkerung war die am 18. August 1948 angeordnete völlige Öffnung der Zonengrenze mit Wegfall jeglicher Reisebeschränkungen und Passkontrolle zwischen den beiden Gebieten.
Das Besatzungsstatut vom 10. April 1949, welches den drei Westalliierten zur Wahrnehmung ihrer zivilen Kontrollrechte und der Überwachung der künftigen Bundesrepublik auf ihrem Weg bis zur Souveränität am 5. Mai 1955 (→ Pariser Verträge) diente, trat erst am 21. September, nachdem am Vortag die neue Bundesregierung ernannt wurde, in Kraft.

## „Trizonesien“
Die drei Westzonen wurden allerdings schon vorher im Volksmund „Trizonesien“ genannt. 1948 schrieb Karl Berbuer den Karnevalsschlager Wir sind die Eingeborenen von Trizonesien, der zeitweise auch als Ersatz für die deutsche Nationalhymne herhalten musste, wie bei einem Steherrennen in der Müngersdorfer Radrennbahn nach einem Sieg des Kölner Fahrers Jean Schorn. Beim Abspielen der „Hymne“ erhoben sich die Anwesenden von ihren Plätzen.

## Geographisches
Die drei westlichen Besatzungszonen, mit Ausnahme der Gebiete der zur amerikanischen Zone gehörenden Städte Bremen und Bremerhaven, treffen sich auf dem Hohen Westerwald am heutigen Dreiländereck von Nordrhein-Westfalen, Hessen und Rheinland-Pfalz, wenige Kilometer nördlich der Fuchskaute, in der Nähe des etwas westnordwestlich gelegenen Verkehrsflughafens Siegerland.
Dadurch verfügten die britische und die amerikanische Besatzungsmacht an der deutschen Nordseeküste und die französische Gebietsverwaltung über Anbindung der Besatzungszone an Frankreich jeweils über direkt erreichbare von ihnen verwaltete Seehäfen.